# Tattershall
Ne doit pas être confondu avec Tattersall.
Tattershall (/ta.tə.ˈʃɔːl/) est un village du Lincolnshire, en Angleterre. Il est situé dans le district d'East Lindsey, sur la route A153 qui relie Horncastle à Sleaford, à 1,5 km à l'est du point où la route franchit la Witham.

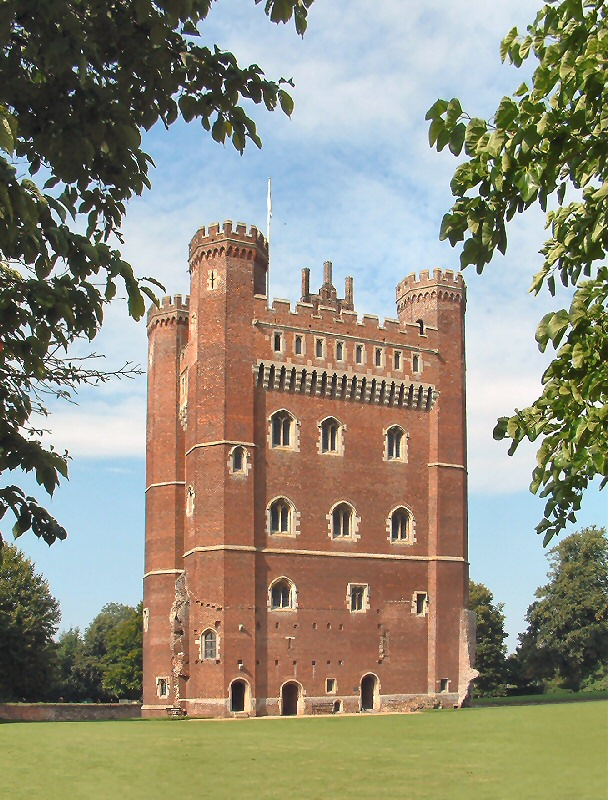
Le château de Tattershall.